# AB III
『AB III』（原題: AB III）は、2010年に アメリカではEMI、その他の国ではロードランナー・レコードから発売されたアルター・ブリッジの3作目のアルバム。アメリカの Billboard アルバム・チャートでは初登場で17位を記録。イギリスのチャートでは初登場で9位を記録し、それまでで最高の売り上げ順位となっている。

## 概要
2004年にクリードが解散した際、クリードから2000年に脱退していたベーシストのブライアン・マーシャルを迎え入れる形で、マーク・トレモンティ (ギター) 、スコット・フィリップス (ドラムス) というクリードのオリジナル・メンバーに新たなボーカリストとしてマイルズ・ケネディを加えて結成されたバンドで制作されたサード・アルバム。

## 収録曲
1. Slip to the Void - 4:55
2. Isolation  - 4:15
3. Ghost of Days Gone By  - 4:26
4. All Hope Is Gone - 4:51
5. Still Remains - 4:47
6. Make It Right  - 4:18
7. Wonderful Life - 5:22
8. I Know It Hurts - 3:57
9. Show Me a Sign - 5:58
10. Fallout - 4:24
11. Breathe Again - 4:24
12. Coeur d'Alene - 4:33
13. Life Must Go On - 4:34
14. Words Darker Than Their Wings - 5:21

Produced by: Michael "Elvis" Baskette

## シングル
- Isolation  (2009年)
- I Know It Hurts (2010年) - オーストラリア向け
- Ghost of Days Gone By  (2010年)
- Wonderful Life (2010年) - イギリス向け

## ボーナス・トラック
- Zero - アメリカ盤収録 (4:39)
- Home - アメリカ盤収録 (3:29)
- Never Born to Follow - 日本盤収録 (4:06)

## レコーディング・メンバー
- マイルズ・ケネディ - Myles Kennedy (Lead Vocals, Rhythm Guitar, keyboards)
- マーク・トレモンティ - Mark Tremonti (Lead Guitar, Backing Vocals)
- スコット・フィリップス - Scott Phillips (Drums, Percussion)
- ブライアン・マーシャル - Brian Marshall (Bass)

## スタッフ
- Michael Elvis Baskette - Producer
- Brian Sperber - mixing
- Ted Jensen -  mastering